# Abies chensiensis
Abies chensiensis es una especie de conífera perteneciente a la familia Pinaceae. Se encuentran en China y la India.

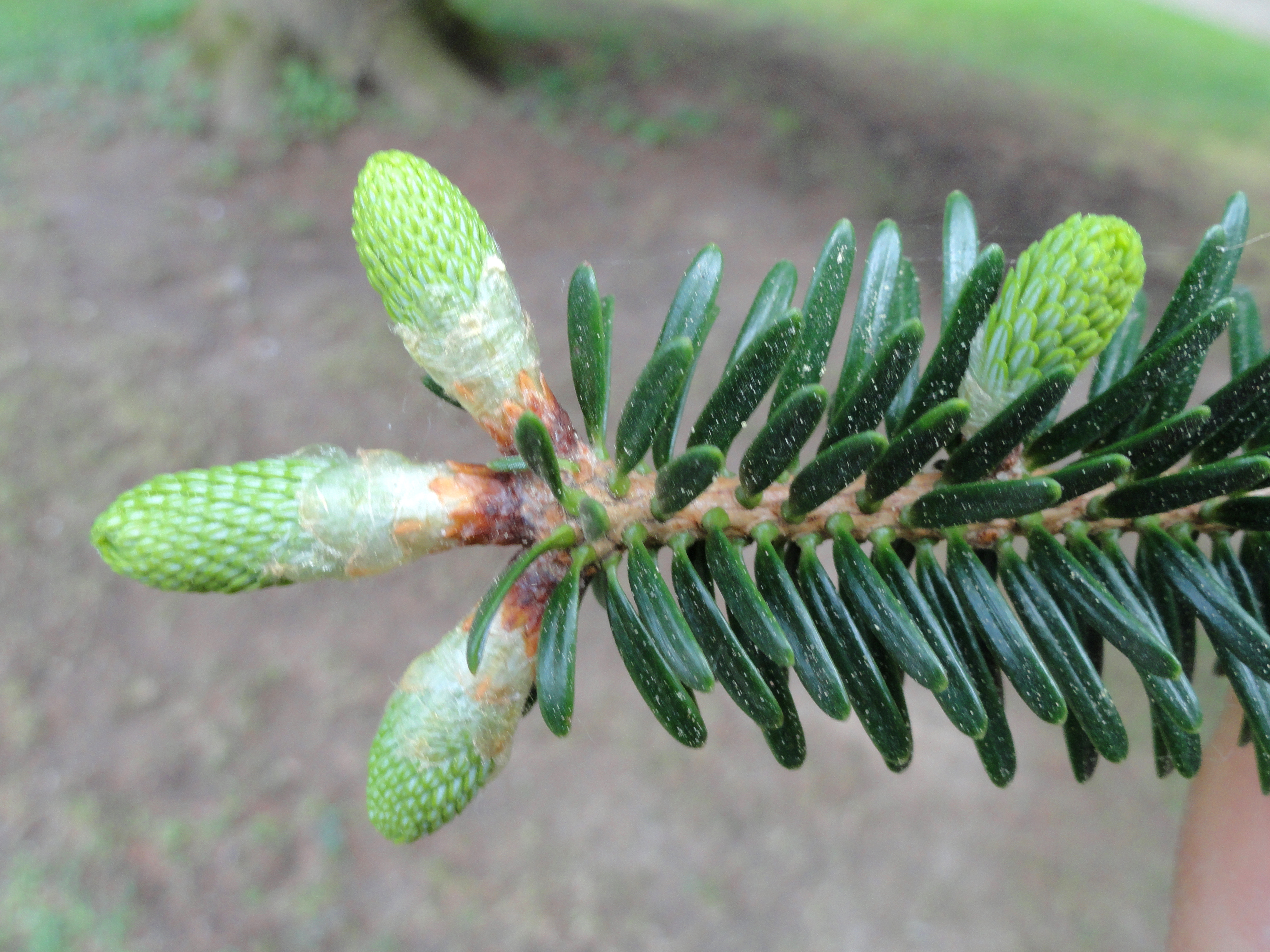
Hojas y conos

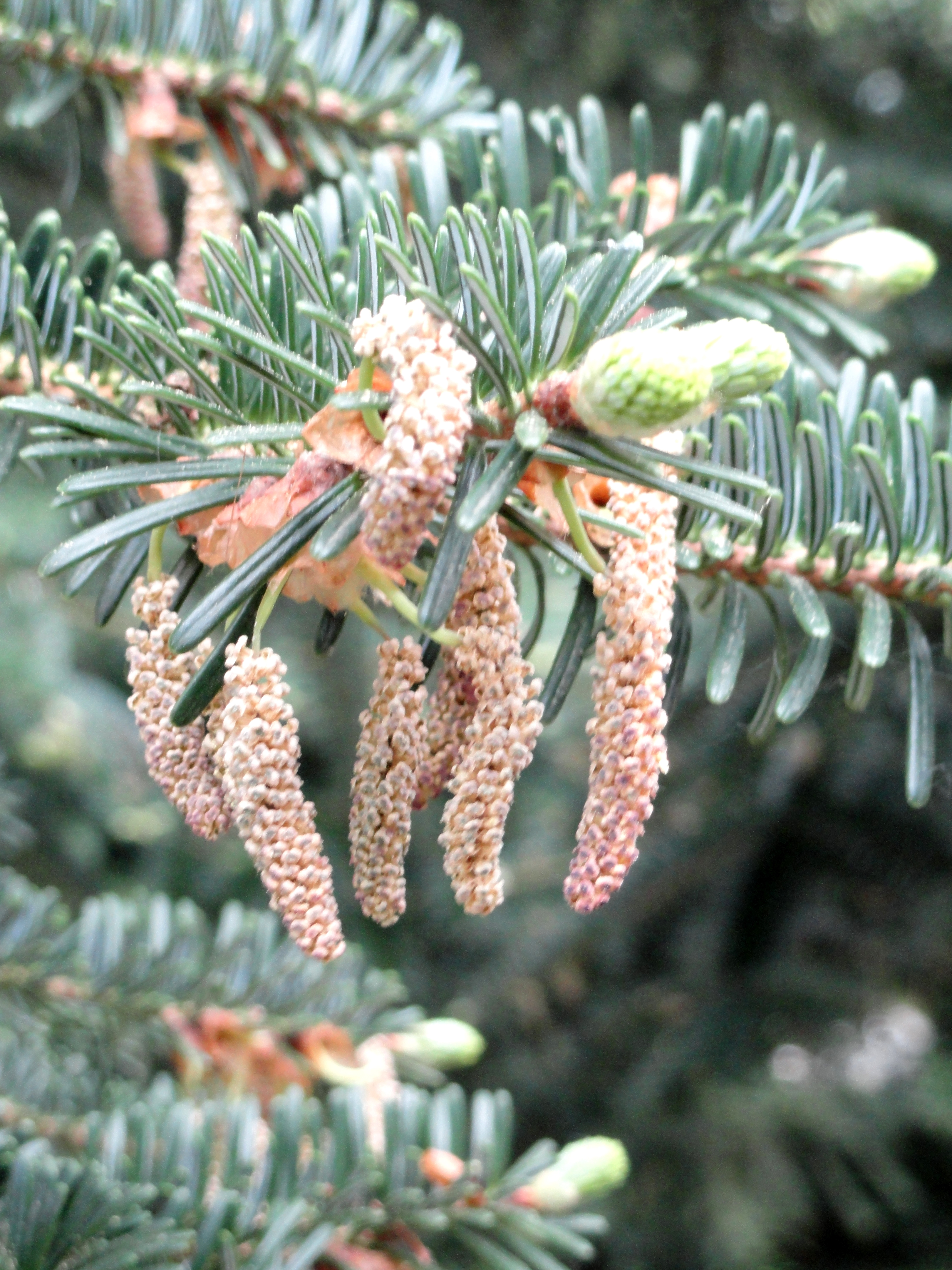
Mattfeld Inflorescencia

## Hábitat
Son nativos de China: Shaanxi, Hubei, Gansu, Sichuan, Henan (Neixiang Xian) (Fu et al. 1999); Farjon de 1990, también lo coloca en el sudeste y el noroeste Xizang Yunnan, y la India: Arunachal Pradesh. Donde crecen en el clima frío y húmedo de los bosques a (2100 -) 2300-3000 (-3500) m s. n. m. de altitud, en las regiones con precipitación anual de 1000-2000 mm. Por lo general se encuentra asociado con especies de Picea. Abies fargesii var. sutchuenensis, Tsuga chinensis y Larix potaninii a grandes alturas, y con especies de Betula en elevaciones más bajas; también como un puro bosque en Tsin-Ling Shan (Farjon). 

## Descripción
Son árboles que alcanzan los 50 m de altura y 250 cm de diámetro, con un tronco recto y corto y enormes ramas primarias. La corteza de los árboles jóvenes son de color gris oscuro y lisa, que llegan a ser fisuradas longitudinalmente sobre los árboles viejos. Las ramas de color gris-amarillo a amarillo-marrón, brillantes. Yemas vegetativas ovoides o cónicas, de 10 × 6 mm o más en algunas de los principales brotes. Hojas dispuestas en 2 series laterales, de color verde oscuro, lineales, aplanadas, 1.5-4.8 cm × 2,5–3 mm, trenzadas en la base, por encima de garganta; estomas en dos grandes grupos divididos por debajo de un nervio medio; ápice variable. Polen en conos laterales de 10 mm de largo. Las semillas en conos laterales, se levantan sobre un corto pedúnculo, de color verde, y marrón en su maduración, cilíndrico o cilíndrico-ovoide de 7-10 x 3–4 cm.

## Taxonomía
Abies chensiensis fue descrita por Philippe Édouard Léon Van Tieghem y publicado en Bulletin de la Société Botanique de France 38: 413, in text. 1891.
Etimología
Abies: nombre genérico que viene del nombre latino de Abies alba.
chensiensis: epíteto
Variedades
- Abies chensiensis subsp. chensiensis
- Abies chensiensis subsp. salouenensis (Bordères & Gaussen) Rushforth
- Abies chensiensis subsp. yulongxueshanensis Rushforth

Sinonimia
- Abies firma Masters[4]
- Abies shensiensis Pritz.[Nota 1] in Diels[4]

subsp. salouenensis (Bordères & Gaussen) Rushforth
- Abies salouenensis Bordères & Gaussen
- Abies ernestii var. salouenensis (Bordères & Gaussen) W.C.Cheng & L.K.Fu
- Abies recurvata var. salouenensis (Bordères & Gaussen) C.T.Kuan
- Abies chensiensis var. salouenensis (Bordères & Gaussen) Silba

subsp. yulongxueshanensis Rushforth
- Abies chensiensis var. yulongxueshanensis (Rushforth) Silba